# ジル・グリマンディ
ジル・グリマンディ（Gilles Grimandi, 1970年11月11日 - ）は、フランス・ギャップ出身の元サッカー選手。ポジションはDF。現在はアーセナルFCのフランス駐在スカウトを務めている。

## 経歴
グリマンディは1990年にASモナコにてプロサッカー選手としてのキャリアを始め、1991年のASナンシー戦でトップチームでの初出場を果たした。兵役の為、短期間ピッチから離れたものの、モナコにて主にセンターバックとして67試合に出場し3得点を挙げ、その間にUEFAチャンピオンズリーグ、UEFAカップでの準決勝進出及び1996/97シーズンのリーグ制覇に貢献した。
1997/98シーズンにイングランドのアーセナルFCに移籍し、モナコ時代に彼を指導したアーセン・ベンゲルと再会する。リーズ・ユナイテッド戦でデビューし、その後チームのプレミアリーグとFAカップの二冠に尽力した。アーセナルではミッドフィルダー、センターバック、右ウィングバックとして113試合に出場し2001/02シーズンには再びリーグとFAカップの二冠を獲得している。
2002年にアーセナルを退団後、Jリーグの浦和レッドダイヤモンズが獲得に乗り出し、浦和の施設を見学するなどしたが結局入団には至らなかった。その後メジャーリーグサッカーのコロラド・ラピッズに加入するがリーグ開幕前に契約解除し、そのまま引退することとなった。

## 所属クラブ
- ギャップFC 1988-91
- ASモナコ 1991-1997
- アーセナルFC 1997-2002
- コロラド・ラピッズ 2002-2003